# Burg Weißpriach
Die abgekommene Burg Weißpriach liegt in der gleichnamigen Gemeinde Weißpriach im Lungau im Land Salzburg in Österreich. Heute ist davon nur mehr die ehemalige Burgkapelle als romanische Filialkirche Weißpriach erhalten.

## Geschichte

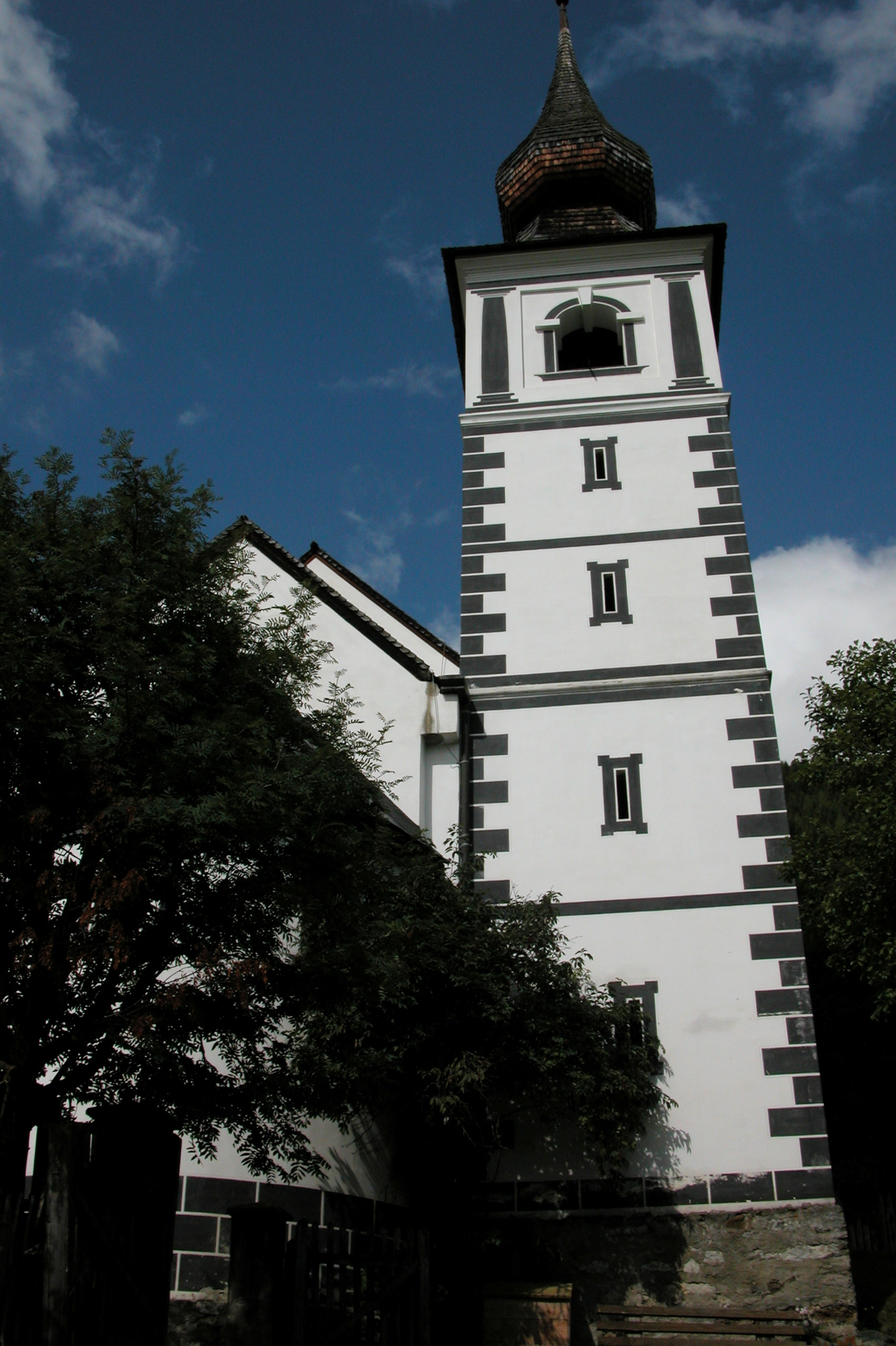
Turm der Kirche St. Rupert in Weißpriach

Die Burg war eine wichtige Festung, die in den Jahren 1280 und 1281 als Hoflager des Erzbischofs von Salzburg Friedrich II. von Walchen diente. Sie kann als Stammsitz der Herren von Weißpriach angesehen werden, die Ministerialen des Erzbistums Salzburg waren. Die Burg, bzw. deren Turm ist im Unterschied zu der wesentlich früheren Kirchenanlage erst 1272 bezeugt. Damals trat Otto von Weißpriach als Zeuge in einer Urkunde für das Salzburger Domkapitel auf.
In der zweiten Hälfte des 15. Jahrhunderts ist von einem freieigenen Turm die Rede, nach dem sich die Familie des Erzbischofs Burkhard von Weißpriach benannte. Als mit Johann von Weißpriach diese Familie im Mannesstamm ausstarb († 1571), gingen dessen Salzburger Lehen 1587 an Ferdinand Khuen von Belasy zu Lichtenberg und Gartenau. 1717 ging auf dem Erbweg der Besitz an Johanna Mayr von Bürglau über, die ihn in die Ehe mit Franz Judas Thaddäus Reichsritter von Hofmühlen einbrachte. Diesen beerbte wieder sein Sohn Franz Gottlieb Reichsfreier von Hofmühlen, bayrischer Obrist und Salzmaier zu Reichenhall. Er verkaufte sie an von La Rosee, Statthalter von Ingolstadt, der sie wiederum an seinen Schwiegersohn, Wilhelm Konrad Freiherr von Pechmann, kurfürstlich-bayrischer Salzmaier in Traunstein und Reichenhall, übergab.
1781 ist noch aufrechtes Mauerwerk der Burg bezeugt. Es wurde zur Erhöhung der Giebelmauer der Kirche verwendet (die alte Schloßmauer, welche hoch über die Kirche aufgestanden). Weitere Steine der verfallenen Burg sollen auch für den Bau eines nahe gelegenen Bauernhauses (Schwarzenbichlergut) verwendet worden sein. Ende des 18. Jahrhunderts sind von den Gebäuden der ehemaligen Wehranlage nur mehr das heute noch erhaltene Mesnerhäusl übrig.

## Burgreste heute
An der Westwand der St. Rupert-Kirche befindet sich eine vermauerte Türöffnung, die vermutlich die Verbindung zwischen Kirche und Burg bildete; ihre Schwelle ist durch eine römische Spolie markiert. Die Kirche und das Mesnergut stehen innerhalb der ehemaligen Burgmauern. An der Westseite ist noch mannhohes Mauerwerk eines Turmes erhalten.